# Feliç aniversari, amor meu
Feliç aniversari, amor meu (títol original: To Gillian on Her 37th Birthday) és una pel·lícula estatunidenca dirigida per Michael Pressman, estrenada l'any 1996. Ha estat doblada al català.

## Argument
Daniel Lewis està tan afectat per la mort de la seva dona Gillian, que es va ofegar fa dos anys, que passa la major part del seu temps a la platja de Nantucket per comunicar-se amb l'ànima de Gillian i ha deixat abandonada la seva filla Rachel. David convida pel cap de setmana la seva cunyada Esther i el marit d'aquesta. La parella ve amb una amiga amb l'esperança que David s'interessi per mentre que Rachel convida la seva amiga.

## Repartiment
- Peter Gallagher: David Lewis
- Michelle Pfeiffer: Gillian Lewis
- Clara Danes: Rachel Lewis
- Laurie Fortier: Cindy Bayles
- Wendy Crewson: Kevin Dollof
- Bruce Altman: Paul Wheeler
- Kathy Baker: Esther Wheeler
- Freddie Prinze Jr.: Joey Bost
- Rachel Seidman-Lockamy: Megan Weeks
- Seth Green: Danny

## Rebuda
Crítica: "Amb la virtut dels repartiments tan brillants com ajustats. Interessant"
El film ha informat 4.200.000 $ al box-office americà.
Obté un 14% de critiques positives, amb una nota mitjana de 4,7/10 i sobre la base de 28 critiques recollides, en el lloc Rotten Tomatoes.